# Pertevniyal Sultan
Pertevniyal Sultan, född 1812, död 26 januari 1883, var valide sultan i det Osmanska riket under sin son sultan Abd ül-Aziz från 1861 till 1876.

## Biografi
Pertevniyal Sultans bakgrund är obekräftad, och hon har sagts vara både från Rumänien och från Cirkassien  innan hon föll offer för slavhandeln. Hon kom till det kejserliga osmanska haremet som konkubin till sultan Mahmud II, där hon enligt sed konverterade till islam och fick ett persiskt namn, Pertevniyal ('Strålglansens avkomma'). 
Mahmud II avled 1839, och efterträddes av sin äldste son Abd ül-Mecid I, hans son med en annan av sina konkubiner. Pertevniyal Sultans son blev dock sin brors tronarvinge. När Abd ül-Mecid I avled år 1861 förekom rykten om att han trots allt inte skulle bestiga tronen utan ersättas av sin brorson prins Murad. När Pertevniyal Sultans son kallades till tronen, följde hon därför med honom för att försäkra sig om att han inte fördes bort för att mördas.

### Valide sultan
När hennes son besteg tronen vid sin brors död 1861 blev hon valide sultan och som sådan den högst rankade kvinnan i riket. Vid denna tid hade haremet flyttat till Dolmabahçepalatset. Pertevniyal beskrivs som dominant, possessiv och beskyddande om sin son. Under hans resa till Frankrike 1867 oroade hon sig ständigt. När han på hemvägen stannade till i Bulgarien, planerade han att stanna där ett tag, men avbröt sina planer då hon begärde att han skulle fortsätta direkt hem.
Pertevniyal är känd för den incident som inträffade under det franska statsbesöket år 1868. Frankrikes kejsarinna Eugénie de Montijo besökte då sultanens harem, och Pertevniyal gav henne en örfil: antingen i ilskan över att se en främmande kvinna i haremet, eller för att Eugenie, i enlighet med västerländsk sed, hade tagit hennes son i armen. Detta var nära att orsaka en diplomatisk skandal. Kejsarinnans besök ledde dock till en varaktig reform, eftersom haremets kvinnor efter detta började klä sig västerländskt.
Pertevniyal Sultan fick kritik för sitt sätt att engagera sig i politiken, då det ansågs bidra till den politiska instabiliteten. Hon stödde storvisiren Mahmud Nedim Pasha trots hans omvittnade ekonomiska skandaler som bidrog till en finanskris som till slut fick honom avsatt till förmån för Midhat Pasha. Under 1876, när hennes son var i fara att avsättas, bad Pertevniyal Sultan Midhat Pasha att skriva ett råd som kunde rädda hennes son från att bli avsatt. Han författade ett sådant som godkändes av henne, men vid det laget var sultanen i ett sådant tillstånd att inte ens hon vågade ge honom det.

### Senare liv
År 1876 avsattes hennes son och dog kort därefter av antingen mord eller självmord, och efterträddes av sin brorson Murad V. Den nya sultanmodern konfiskerade då åtta kistor med guld som Pertevniyal Sultan hade haft gömda i sin våning. Ministrarna utpekade henne som medskyldig till Hasan Beys uppror och förvisade henne till det gamla, numera tomma Topkapipalatset. Senare samma år avsattes Murad V och efterträddes av sin bror Abd ül-Hamid II, till vilken hon hade en god relation. Han lät flytta henne och hennes hushåll till en bostad i Ortaköy, där hon ska ha trivts bra. Hon ägnade resten av sitt liv åt att sörja över sin sons mord, religionsutövning och att ta sig an fosterbarn.
Pertevniyal Sultan lät uppföra Pertevniyal Valide Sultan Moskén 1872, och även ett antal sjukhus.